# Cannibal Girls
Cannibal Girls és una pel·lícula independent canadenca de grindhouse comèdia de terror de 1973, coescrita i dirigida per Ivan Reitman i protagonitzada per Eugene Levy, Andrea Martin i Ronald Ulrich.
Sigui per coincidència o no, el nom de l'escenari de la pel·lícula, Farnhamville, recorda la novel·la de Robert A. Heinlein Farnham's Freehold, en la qual el canibalisme és un tema important.

## Trama
Una parella es relaxa en un bosc nevat prop d'un petit poble d'Ontario anomenat Farnhamville. De sobte, una agressora amb una destral mata el xicot, obre la camisa de la xicota i posa una mica de sang entre els pits de la seva víctima.
Clifford Sturges (Eugene Levy) i Gloria Wellaby (Andrea Martin) tenen problemes amb el seu cotxe. El seu cotxe aconsegueix durar fins que arriben al petit i aïllat poble anomenat Farnhamville, on s'avaria. Al mateix temps, es troben amb un altre viatger que busca la seva germana desapareguda (la víctima femenina a la seqüència inicial). Encallats, Clifford i Gloria es registren en un petit motel propietat d'una anciana anomenada Mrs Wainwright. Mentre és dins, l'anciana li explica a la parella una llegenda urbana, les 'Cannibal Girls'. Es tracta de tres dones boniques però psicòtiques anomenades Anthea, Clarissa i Leona, que van atraure els homes amb el seu encant seductor a casa seva només per fer-ne un festí mentre viuen. Menjant les seves víctimes i bevent la seva sang, les noies van mantenir la seva joventut i immortalitat. Tenen un criat estrany anomenat 'Bunker'.
La Clarissa mata la primera víctima en una habitació aïllada, amb totes dues nues. Li clava una punyalada a l'intestí amb unes tisores. Per la segona víctima, la Leona el persegueix lentament amb un ganivet, proporcionant una diversió perquè Anthea ataqui l'home amb una destral. La tercera víctima es desperta l'endemà i es pregunta on han anat tots els altres. Més tard, fa l'amor amb l'Anthea. Quan es desperta, es troba lligat a un llit, envoltat de les tres noies. Al principi li llepen la panxa, després se'l mengen viu al moment. Mentrestant, el viatger que buscava la seva germana és assassinat per la policia local com a petició especial del mateix reverend.
La senyora Wainwright porta Clifford i Gloria a un petit local Bed & Breakfast on suposadament vivien les noies caníbals anys abans. Coneixen l'amfitrió conegut com el reverend Alex St. John. La parella no se n'adona, però el seu sopar és servit per les mateixes tres noies caníbals. El Reverend és la força darrere de les activitats de les dones i també té un control carismàtic a tota la ciutat. Els veïns del poble celebren una tertúlia dedicada al reverend Alex St John. L'Anthea, la Clarissa i la Leona són completament nues al voltant d'una petita taula i  ofereixen llur sang en un calze al Reverend, mentre canten: «Amb mi i sense mi honro la sang que em dona vida».
Clifford i Gloria intenten anar-se'n, però una tempesta elèctrica i un avís d'un boig fugit del Reverend fan que la parella s'hi romangui a passar la nit. La Gloria té un malson espantós de Clifford lligat al llit. El reverend i les tres noies l'obliguen a sacrificar Clifford. Es desperta del malson i Clifford li diu que tot va ser un somni.
Clifford s'allunya de la Gloria i li parla d'una manera exigent. La Gloria no pot trucar als seus pares perquè les línies telefòniques no funcionen, i no pot sortir de la ciutat perquè els autobusos no sortiran fins l'endemà al matí. Clifford desenvolupa un desig pel menjar que se serveix als petits comensals de la ciutat (que en realitat és carn humana).
Els recull el xèrif i els porta de nou al Bed & Breakfast que ocupaven les noies caníbals. Quan entren dins, es revela que Clifford oferirà Glòria com a sacrifici al reverend a canvi de la seva vida. No obstant això, el reverend ha canviat d'opinió, ja que ofereix a Gloria una maça. Impulsada per la ira de la traïció del seu xicot, Gloria, sense pietat, fa girar la maça a l'estómac de Clifford, matant-lo a l'instant.
Durant l'escena final, el Reverend, l'Anthea, la Clarissa, la Leona, el Bunker i la Gloria s'asseuen a taula, amb Clifford com a àpat. Al principi, la Glòria dubta a menjar-se el seu antic xicot, però després d'un senyal d'ànim del reverend, menja feliç.
A l'epíleg, resulta que tot aquest esdeveniment l'explica la senyora Wainwright, aquesta vegada sobre quatre noies caníbals' a una altra parella encallada a la seva ciutat.

## Repartiment
- Eugene Levy — Clifford Sturges, un guitarrista rodamon
- Andrea Martin — Gloria Wellaby, xicota de Clifford
- Ronald Ulrich — Reverend Alex St. John
- Randall Carpenter — Anthea,
- Bonnie Neilson — Clarissa
- Mira Pawluk — Leona
- Bob McHeady — Xeriff
- Allan Gordon — Rick, primera víctima
- Allan Price — Felix, segona víctima
- Earl Pomerantz — Tercera víctima
- May Jarvis — Mrs. Wainwright
- Gino Marrocco — Mouse
- Rick Maguire — Empleat de gasolinera
- Bunker — Sequaç
- Fishka Rais — Carnisser
- Marion Swadron — Mrs. Wilson

## Producció
Cannibal Girls es va rodar entre 1971 i 1972, a les zones rurals dels voltants de Toronto, Ontario, Canadà. Totes les escenes de la ciutat es van rodar a Beaverton (Ontario). La casa era propietat de May Jarvis a Aurora (Ontario). Altres escenes es van rodar a Oak Ridges (Ontario). La pel·lícula es va fer amb un pressupost molt baix i gran part dels diàlegs es van improvisar. Els tràilers i pòsters de la pel·lícula va advertir al públic que es mostra apurat per tancar els ulls cada cop que sona el timbre durant determinades escenes de la pel·lícula.

## Premis
El novembre de 1973, Ivan Reitman va portar la pel·lícula al VI Festival Internacional de Cinema Fantàstic i de Terror de Sitges, on Eugene Levy i Andrea Martin van guanyar els premis al millor actor i millor actriu, respectivament.

## Estrena
La pel·lícula es va estrenar el 8 de juny de 1973 i es va tornar a estrenar com a part de la South by Southwest Film Conference, el 13 de març de 2010.
La pel·lícula es va publicar en DVD a través de Shout! Factory el 26 d'octubre de 2010

## En la cultura popular
Durant un muntatge de la ciutat de Nova York envaïda per fantasmes a  Caçafantasmes 2  (també dirigida per Reitman),  Cannibal Girls  és la pel·lícula que es projecta en un cinema on els espectadors són perseguits per un fantasma alat. Apareix de nou a  Ghostbusters: Afterlife  una vegada més en un cinema local.